# Leo Boogaard sr.
Leonardus Eliza Christiaan (Leo) Boogaard sr. ('s-Gravenhage, 22 april 1928 - aldaar, 12 juli 1999) was een Nederlands politicus.
Boogaard was een uit het bedrijfsleven (B.P.M. en Shell) afkomstige Ouderenvertegenwoordiger, die als manager ook enige tijd in het buitenland verbleef. Het ging in 1984 met pensioen en in 1994 werd hij Tweede Kamerlid voor het Algemeen Ouderen Verbond. Hij koos in 1995 de zijde van Jet Nijpels toen het tot een breuk in de AOV-fractie kwam. In de Kamer hield hij zich bezig met Buitenlandse Zaken, Sociale Zaken, landbouw en justitie. Hij had opvallende belangstelling voor Oosterse filosofie. Hij verliet in 1996 de Kamer vanwege zijn gezondheid.
- Biografisch Portaal: 15742761
- Parlement.com: vg09lll2jrzr